# Minská duchovní akademie
Minská duchovní akademie svatého Cyrila Turovského je bohoslovecká vysoká škola Běloruského exarchátu Ruské pravoslavné církve.
Akademie je nestátní vzdělávací instituce a její učební osnovy se řídí pravidly Vzdělávací komise Ruské pravoslavné církve.

## Historie
Otázka zřízení akademie byla projednána Archijerejským synodem dne 5. listopadu 1990. Tento návrh zřízení byl schválen Svatým synodem dne 30. ledna 1991. Dne 21. února 1996 došlo k ukončení přípravných prací a započetí začátku akademie.
Dne 18. října 1996 synod schválil stanovy akademie a 27. listopadu 1996 získala svou registraci. O tři dny později byli zapsáni první studenti.
V letech 1996–2015 se akademie nacházela v Žirovičském monastýru Zesnutí přesvaté Bohorodice a poté byla přenesena do Minsku. Dne 20. června 2015 patriarcha moskevský Kirill nové prostory akademie vysvětil.

## Katedry
- Katedra biblistiky a bohosloví
- Katedra církevní historie a církevní praktické disciplíny
- Katedra apologetiky

## Rektoři
- 1997–2008 Leonid (Fil)
- 2008–2012 Iasaf (Morza)
- 2012–2014 Guryj (Apalka)
- 2014–2021 Sergij (Akimau)
- od 2021 Afanasij (Sokolov)